# Jack DeJohnette
Jack DeJohnette (Chicago, 9 de agosto de 1942) é um baterista de jazz norte-americano, pianista, arranjador e compositor.
Uma figura importante da era do jazz fusion, DeJohnette é um dos mais influentes bateristas de jazz do século XX, dada a sua extensa obra como líder e outros músicos para músicos como Freddie Hubbard, Keith Jarrett, John Abercrombie, Sonny Rollins, Miles Davis, Joe Henderson e John Scofield.

## Biografia
DeJohnette nasceu em Chicago, Illinois. Começou sua carreira musical como um tocador de piano, estudando aos quatro anos de idade e primeiro a tocar profissionalmente aos quatorze anos, mas viria a mudar o foco para os tambores, para o qual ele é conhecido.
DeJohnette é descrito como um membro da banda de Charles Lloyd, um grupo que inclui o pianista Keith Jarrett. Depois de gravar dois álbuns com Jackie McLean, Herbie Hancock, Joe Henderson e Bill Evans, em 1968, ele se junta a banda de Miles Davis (1969-1972). Durante seu tempo com Davis, também gravou discos com Wayne Shorter, com Chick Corea, com Lee Konitz, com Miroslav Vitous, com Freddie Hubbard, entre muitos outros. Deixando a banda de Davis, gravou com artistas como Stanley Turrentine, Keith Jarrett, Cannonball Adderley, Sonny Rollins e McCoy Tyner.
Jack DeJohnette também gravou uma série de álbuns para ECM como um líder desde o final da década de 1960.